# Квинт Авлий Церетан
Квинт Авлий Церетан (на латински: Quintus Aulius Cerretanus; † 315 пр.н.е.) e политик на Римската република през 4 век пр.н.е.
През 323 пр.н.е. той е консул с колега Гай Сулпиций Лонг. През 319 пр.н.е. е отново консул с Луций Папирий Курсор. Авлий Церетан води поход против френтаните и превзема техния град.
През 315 пр.н.е. той е magister equitum на диктатор Квинт Фабий Максим Рулиан. През тази година Авлий Церетан е убит в битка.